# Leopold Alois Hoffmann

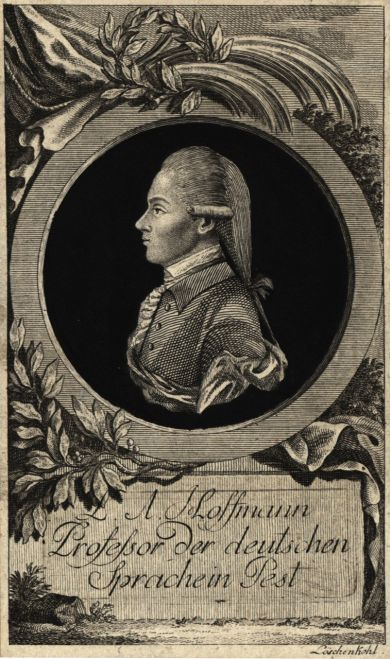
Leopold Alois Hoffmann

Leopold Alois Hoffmann (geboren am 29. Januar 1760 in Nieder Wittig bei Kratzau in Nordböhmen; gestorben am 2. September 1806 in Wiener Neustadt) war ein österreichischer Publizist und Dramatiker.

## Leben
Hoffmanns Vater Johann Friedrich (1720–1767) war Schuster und Schneider, die Mutter war Maria Apollonia, geb. Arnolt (* 1718).
Nach dem Besuch des ehemaligen Jesuitengymnasiums in Breslau studierte Hoffmann kurz in Wien und hielt sich ab 1777 in Prag auf. Dort veröffentlichte er zunächst einen Band mit religiös-vaterländischen Gedichten, dessen freundliche Beurteilung durch Michael Denis in Wien ihn veranlasste, sich der Schriftstellerei zuzuwenden, sowie eine Reihe von Sing- und Lustspielen.
Ab 1782 lebte er in Wien, trat dort in die Dienste des Verlegers Schönfeld und entfaltete eine rege publizistische Tätigkeit. Er veröffentlichte zahlreiche meist anonyme oder pseudonyme Broschüren und Beiträge in verschiedenen Zeitschriften. Wichtigste Plattform waren dabei Hoffmanns von 1782 bis 1784 erscheinenden „Wöchentlichen Wahrheiten für und über die Prediger in Wien“, welche die in Wiener Kirchen gehaltenen Predigten an den Maßstäben einer josephinischen Aufklärung maßen. Er wurde Sekretär des ebenfalls für Schönfeld publizistisch tätigen Freiherrn von Gemmingen, der 1783 zum Schriftleiter der von Hoffmann gegründeten Wöchentlichen Wahrheiten ernannt worden war, und kam durch diesen in Kontakt mit Wiener Freimaurer- und Illuminatenzirkeln. Im April 1783 wurde er in die von Gemmingen gegründete Loge Zur Wohltätigkeit aufgenommen und im November 1783 deren Sekretär. 1786 wurde er Mitglied der Loge Zur neugekrönten Hoffnung. In der Folge kam es zu Auseinandersetzungen zwischen Hoffmann und Gemmingen, dem Hoffmann vorwarf, ihm Honorare schuldig geblieben zu sein und Versprechen, für Hoffmanns Glück zu sorgen, nicht eingehalten zu haben. Tatsächlich hatte Gemmingen über seinen Freund Gottfried van Swieten Hoffmann eine Professur an der Universität Pest besorgt. Gemmingen hatte auch für einen Dispens gesorgt, damit der noch nicht 24-jährige Hoffmann überhaupt in eine Loge eintreten konnte.
1785 wurde Hoffmann also zum Professor für deutsche Sprache in Pest berufen und lernte dort den Polizeikommissar Franz Gotthardi kennen, für den er sich als Spion und Zuträger nützlich zu machen begann. So kam es, dass, als die österreichischen Beamten Ungarn 1790 verlassen mussten, der nach Wien zurückgekehrte Gotthardi den Professor Hoffmann an höchster Stelle empfahl, woraufhin Hoffmann 1790 von Leopold II. als ordentlicher Professor für „Deutsche Sprache, den Geschäftsstil und die praktische Beredsamkeit“ an die Universität Wien berufen wurde, mit einem Jahresgehalt von 2.000 Gulden. Der Kaiser scheint von den Schriften – Hoffmann hatte 1790 zwei Schriften Babel und Ninive gegen die rebellischen Ungarn verfasst – und den geistigen Fähigkeiten Hoffmanns nur eine geringe Meinung gehabt zu haben, jedenfalls soll er einmal gesagt haben: „Der Kerl ist ein Esel, ich weiß es; aber er leistet mir als Spion sehr gute Dienste.“
Die Dienste als Spion aber schienen dem Kaiser so gut, dass Hoffmann geradezu als Vertrauter des Kaisers zu gelten begann.
Ursprünglich ein radikaler Vertreter josephinischer Aufklärung, wandelte Hoffmann sich nun zum Reaktionär, der in der von ihm 1792 gegründeten Wiener Zeitschrift den Aufklärern die Schuld an der Revolution in Frankreich gab und als Konfident der Polizei seine ehemaligen freimaurerischen und aufklärerischen Freunde und Brüder als Jakobiner denunzierte.
Diese Aktivitäten Hoffmanns blieben nicht ohne Reaktion, so veröffentlichte Franz Xaver Huber, der Herausgeber der Zeitschrift Das politische Sieb, 1792 die gegen Hoffmann gerichtete Schrift Kann ein Schriftsteller, wie Herr Professor Hoffmann, Einfluss auf die Stimmung der deutschen Völker, und auf die Denkart ihrer Fürsten haben? Schon aus dem Titel ist ersichtlich, dass manche Hoffmann damals als eine Art grauer Eminenz hinter dem Thron und Einflüsterer am kaiserlichen Ohr betrachteten.
Weitere Schriften folgten, so 1792 Alxingers Anti-Hoffmann (1792) und Knigges Satire Des seligen Herrn Etatsraths Samuel Conrad von Schaafskopf hinterlassene Papiere und 1793 eine Schrift Dalbergs.
Ausschlaggebend für das Ende der Aktivitäten Hoffmanns war aber nicht die Kampagne seiner Gegner, sondern der Tod Leopolds II. im März 1792. Hoffmann musste die Wiener Zeitschrift einstellen und wurde 1793 mit einem Ruhegehalt von 1.000 Gulden pensioniert.
Er zog sich darauf verbittert nach Wiener Neustadt zurück, wo er bis zu seinem Tod in zahlreichen Schriften die Zeitläufe als eine Verschwörung der Freimaurer und der vor allem in Ungarn wirkenden Illuminaten zu deuten unternahm.
Neben dem erwähnten Gedichtband verfasste Hoffmann mehrere Schauspiele, von denen einige kurze Zeit am Burgtheater aufgeführt wurden. Seine literarische Produktion gilt insgesamt als unbedeutend.
Hoffmann war in erster Ehe 1785 mit Maria Pfrigner († 1788) verheiratet, in zweiter Ehe mit einer Ungarin.
Er starb 1806 im Alter von 46 Jahren verachtet und schließlich vergessen. Erst als Teil der Geschichte der habsburgischen Reaktion und Repression der Zeit vor Metternich und der österreichischen Sozietätsgeschichte geriet Hoffmann im 20. Jahrhundert wieder ins Blickfeld.

## Werke
- Gedichte. Breslau 1778.
- Alle haben Recht, oder die durch die List des Bedienten betrogenen Alten. Ein Lustspiel in dreyen Aufzügen. Wien 1778. (Digitalisat)
- Die Apotheke. Ein Originalsingspiel in 2 Aufzügen. Wien 1778 (Musik von Ignaz Umlauf).
- Die Kinder der Natur. Ein Singspiel in zween Aufzügen. Wien 1778 (basiert auf Pierre Carlet de Marivaux’ La dispute; Musik von Franz Aspelmayr).
- Am Tage Josephs. Ode. Prag 1779.
- Der Triumph des Friedens. Ein Melodram. Prag 1779. (Digitalisat)
- An die Wahrische Gesellschaft beym Schluß der Bühne, den 8. Hornungs 1780. Prag.
- Eine Aussicht bey Josephs Regierung hauptsächlich für Böhmen, und so viel man will, für alle Erbländer. Wien 1781. (Digitalisat)
- Die Christen (in Ansehung der Juden) : wie sie sind und wie sie seyn sollen : lehrt denn das Christenthum, man soll den Nächsten hassen? Wien 1781.
- Über die Juden und deren Duldung. Prag 1781.
- Beilage zu der Brochüre: Ueber die Juden und deren Duldung. Prag 1781.
- Wiener Stutzergalerie. Wien 1781. (Digitalisat)
- Ein Dorfschulmeister auf die Frage: Was ist der Pabst? Wien [i. e. Bamberg] 1782. (Digitalisat)
- Für Herrn Joseph Pochlin. Wien 1782.
- Mönche und der Teufel. Wien 1782. (Digitalisat)
- Predigt vom Portiunkulaablaß. Wien / Prag 1782. (Digitalisat)
- Seelenbeschreibung der Stadt Wien. Wien / Prag 1782.
- Der vertraute Mönch in seiner Blöße. Wien 1782. (Digitalisat)
- Der vertraute Mönch an seinen über den entworfenen Reformations-Plan bekümmerten Mitbruder. Wien 1782. (Digitalisat)
- Beurtheilung der Weissenbachischen Lobrede auf den heiligen Leonhard, mit dem Titel: Der Mann zu seinen finstern Zeiten, wie wir in unsern aufgeklärten einen brauchten. Wien / Prag 1783. (Digitalisat)
- Teufeleyen, Mönchereyen, und Miscellanien aus Wien. Wien 1783.
- Toleranz in Ungarn durch den Herrn Kardinal und Primas Fürst v. Bathyany. Wien 1783. (Digitalisat)
- Willmanns Leben und Reisen. Roman. Teil 1, Prag 1783.
- Erste Vorlesung beim Antritt des öffentlichen Lehramts der deutschen Sprache und Literatur an der königlichen Universität zu Pest. Pest 1784.
- Zehn Briefe aus Oesterreich an den Verfasser der Briefe aus Berlin. 1784. (Digitalisat)
- Briefe aus Breslau, oder Beiträge zur Erklärung der 10 Briefe aus Österreich. Breslau 1784. (Digitalisat)
- Die Abentheuer des Herzens, oder Suchen macht Finden. Ein Lustspiel in fünf Aufzügen. Aufgeführt im k. k. National-Hof-Theater. Wien 1785. (Digitalisat)
- Vermischte kleine Schriften. 2 Bände Leipzig / Pest 1785.
- Werden wir Katholiken auch noch im Jahr 1786 fasten? 1785. (Digitalisat)
- Das Werther-Fieber. Ein Schauspiel in fünf Aufzügen. Wien 1785.
- Briefe Eines Biedermannes An Einen Biedermann Ueber Die Freymaeurer In Wien. München [i. e. Wien] 1786. (Digitalisat)
- Kaiser Josephs Reformation der Freymaurer. Eine Denkschrift fürs achtzehnte Jahrhundert. 2 Teile. Wien 1786, Teil 1; Teil 2
- Geschichte der Päbste. 2 Bände. Leipzig / Wien.
  - Band 1: Von Petrus bis Leo III. 1786. (Digitalisat)
  - Band 2: Von Stephanus IV. bis Urbanus II. 1791. (Digitalisat)
- Achtzehn Paragraphen über Katholizismus, Protestantismus, Jesuitismus, geheime Orden und moderne Aufklärung in Deutschland. Eine Denkschrift an deutsche Regenten und das deutsche Publikum. 1787. (Digitalisat)
- Von dem Einfluß der Sprache auf Literatur und öffentliche Geschäfte. Eine akademische Abhandlung vorgetragen in der ersten Stunde seiner dießjährigen Vorlesungen. Wien 1787.
- Bey der Erhebung des Hochwürdigen Herrn Maximilian von Verhovatz … zum Bischof der Agramer Diöces, im September 1787. Gedicht.
- Auf die Ankunft des Kaisers in Pesth. Gedicht. Pest 1788.
- An Pest. Bey der Durchreise des Feldmarschalls Loudon durch diese Stadt am 20. December. Gedicht. Pest 1789 (auch: Belgrads Eroberung).
- Der Dorfpfarrer. Schauspiel in zwei Aufzügen. Pest 1789.
- Anleitung zur geistlichen Beredsamkeit. Ein Handbuch für Prediger und Seelsorger. Wien / Pest / Weimar 1790. (2. Aufl. 1791)
- Babel. Fragmente über die jetzigen politischen Angelegenheiten in Ungarn. Gedruckt im römischen Reiche. 1790. (Digitalisat)
- Ninive. Fortgesezte Fragmente über die dermaligen politischen Angelegenheiten in Ungarn. Nebst einer wichtigen Beilage. Auch im römischen Reich gedruckt. 1790. (Digitalisat)
- Vorlesungen über die Philosophie des Lebens. Ein Lesebuch für alle Stände, vorzüglich für Studirende an Universitäten. Wien / Weimar 1791. (Digitalisat)
- Große Wahrheiten und Beweise in einem kleinen Auszuge aus der ungarischen Geschichte. Dem Adel und der Geistlichkeit dieser Nazion zur Beherzigung empfohlen von einem freimüthigen Deutschen. Frankfurt & Leipzig 1792. (Digitalisat)
- Die Kunst, Weiber zu verführen. Von einem bekannten Podagristen. Wien 1792. (Digitalisat)
- Manifest der unbekannten Ordens-Obern an die Glieder geheimer Grade und Systeme. Hannover 1793. (Digitalisat)
- Höchst wichtige Erinnerungen zur rechten Zeit über einige der allerernsthaftesten Angelegenheiten dieses Zeitalters, zum Theile veranlaßt durch die gedruckte Rede, welche … J. von Sonnenfels … gehalten hat. 2 Teile. Wien 1795, Teil 1.
- Aktenmäßige Darstellung der deutschen Union und ihrer Verbindung mit dem Illuminaten, Freimaurer- und Rosenkreutzer-Orden. Wien 1796. (Digitalisat)
- Die zwo Schwestern P*** und W*** oder neu entdecktes Freymaurer- und Revolutionssystem. Augsburg 1796. (Digitalisat)
- Schreiben an den Ober-Consul Frankreichs Bonaparte. 1800. (Digitalisat)

Herausgeber
- Der Freund der Wahrheit. Wien 1782, ZDB-ID 528936-1 (unter dem Pseudonym Neumann).
- Wahrheiten für und wider die Frauenzimmer in Wien. Bearbeitet von einer freimüthigen Gesellschaft. Wien 1783, ZDB-ID 527285-3.
- Wöchentliche Wahrheiten für und über die Herren in Wien. Bearbeitet von einer Gesellschaft belesener Frauenzimmer. Wien 1783, ZDB-ID 527297-x.
- Wöchentliche Wahrheiten für und über die Prediger in Wien. Bearbeitet von einer Gesellschaft Gelehrter. Wien / Prag 1782–1784, ZDB-ID 527281-6. (Digitalisat)
- Wöchentliche Wahrheiten für und über die Prediger in Prag. Bearbeitet von einer Gesellschaft Gelehrter. Prag 1783–1784, ZDB-ID 527366-3.
- Ueber Gottesdienst und Religionslehre der österreichischen Staaten. Ein periodisches Werk. 6 Teile. Wien 1783–1785, ZDB-ID 527317-1 (Fortsetzung der Wöchentlichen Wahrheiten).
- Ueber Gottesdienst und Religionslehre der österreichischen Staaten. Wien 1784. (Digitalisat)
- Pester Wochenblatt. Pest 1785 (3 Nummern erschienen).[4]
- Wiener Zeitschrift. Wien 1792–1793, ZDB-ID 534741-5. (Digitalisat)
- Allgemeine Bürger-Kronik. 1792.[4]
- Französische Mord- und Unglücksgeschichten, wie sich solche seit den Unruhen in Frankreich wirklich zugetragen haben. Wien / Prag 1793–1794.[5]

Möglicherweise wurde die Zeitschrift Der Beobachter, oder Verschiedene Bemerkungen und Erzählungen der wichtigsten Vorfälle des menschlichen Lebens (Wien 1781) ebenfalls von Hoffmann herausgegeben, darauf deutet jedenfalls die Verfasserangabe Von einem Freund der Wahrheit hin.